# 佐賀地方裁判所
佐賀地方裁判所（さがちほうさいばんしょ）は、佐賀県佐賀市にある日本の地方裁判所の一つで、佐賀県を管轄している。略称は、佐賀地裁（さがちさい）。武雄、唐津に支部を置いている。
佐賀地方裁判所には佐賀市に置かれている本庁のほか、武雄市、唐津市の2市に地方裁判所と家庭裁判所の支部を設置しているほか、前述の3箇所にくわえ鳥栖市、鹿島市、伊万里市の3箇所を加えた6箇所に簡易裁判所を設置している。また、本庁の所在地には、検察審査会も設置されている。

## 所在地
- 本庁（佐賀簡裁併設）：佐賀県佐賀市中の小路3-22　北緯33度15分11.7秒 東経130度17分49.6秒 / 北緯33.253250度 東経130.297111度
JR長崎線, 唐津線佐賀駅南口から徒歩約20分
佐賀駅バスセンターから唐人町経由のバスに乗車,中の小路バス停で下車 佐賀玉屋本館と南館の間を西方向に徒歩約150メートル 所要時間約10分(バス約5分,徒歩約5分)
佐賀大和インターチェンジから,国道264号を佐賀市街地方面に向かい,護国神社前の信号を左折し,約200メートル　所要時間約30分
- 武雄支部（武雄簡裁併設）：佐賀県武雄市武雄町大字武雄5660　北緯33度11分33秒 東経130度0分47.3秒 / 北緯33.19250度 東経130.013139度
JR佐世保線武雄温泉駅から徒歩約20分
- 唐津支部（唐津簡裁併設）：佐賀県唐津市大名小路1-1　北緯33度26分58.4秒 東経129度58分13.5秒 / 北緯33.449556度 東経129.970417度
JR唐津線, 筑肥線唐津駅から徒歩約10分

## 管轄
本庁
- 佐賀市、多久市、小城市、神埼市、神埼郡吉野ヶ里町、鳥栖市、三養基郡基山町、上峰町、みやき町
  - 佐賀簡易裁判所 - 佐賀市、小城市、神埼市、吉野ヶ里町
  - 鳥栖簡易裁判所（鳥栖市秋葉町3-28-1） - 鳥栖市、三養基郡基山町、三養基郡上峰町、三養基郡みやき町

武雄支部
- 武雄市、杵島郡大町町、江北町、白石町、鹿島市、嬉野市、藤津郡太良町、伊万里市、西松浦郡有田町
  - 武雄簡易裁判所 - 武雄市、杵島郡大町町
  - 鹿島簡易裁判所（鹿島市大字高津原3575） - 鹿島市、嬉野市、藤津郡太良町、杵島郡江北町、杵島郡白石町
  - 伊万里簡易裁判所（伊万里市立花町4107） - 伊万里市、西松浦郡有田町

唐津支部（唐津簡易裁判所も同様）
- 唐津市、東松浦郡玄海町

※ただし、行政事件、各支部の合議事件は本庁で取り扱う。

## 歴代所長
任期の後ろは後職
- 倉田卓次（1977年10月 - 1980年2月 東京高等裁判所部総括判事）
- 小林克己（2001年2月 - 2002年4月 福岡高等裁判所部総括判事）
- 大出晃之（2002年4月 - 2003年6月 大阪高等裁判所部総括判事）
- 片岡博（2003年6月 - 2005年5月 大阪高等裁判所部総括判事）
- 池田耕平（2005年5月 - 2006年10月 東京高等裁判所部総括判事）
- 出田孝一（2006年10月 - 2008年11月 東京高等裁判所部総括判事）
- 服部悟（2008年11月 - 2011年2月 福岡高等裁判所部総括判事）
- 森宏司（2011年2月 - 2012年9月 大津地方裁判所・大津家庭裁判所所長）
- 角隆博（2012年9月 - 2014年3月 大阪高等裁判所部総括判事（第10民事部））
- 鈴木浩美（2014年3月 - 2015年9月 福岡高等裁判所部総括判事（第3刑事部））
- 瀧華聡之（2015年9月 - 2017年9月 熊本地方裁判所所長）
- 岩木宰（2017年10月 - 2019年5月 福岡高等裁判所部総括判事）
- 青木晋 (2019年5月 - 2021年10月 定年退官)
- 鈴木正紀 (2021年10月 - )